# Neophilippiana
Neophilippiana es un género monotípico de dípteros nematóceros perteneciente a la familia Limoniidae. Su única especie: Neophilippiana egregia, se distribuye por Argentina & Chile